# Cyrtonus
Cyrtonus é uma gênero de artrópode pertencente à família Chrysomelidae.

## Espécies
- Cyrtonus almeriensis Cobos, 1935
- Cyrtonus angusticollis Fairmaire, 1850
- Cyrtonus arcasi Fairmaire, 1884
- Cyrtonus brevis Fairmaire, 1850
- Cyrtonus canalisternus Marseul, 1883
- Cyrtonus contractus Fairmaire, 1882
- Cyrtonus cupreovirens Perez, 1872
- Cyrtonus curtulus Fairmaire, 1883
- Cyrtonus curtus Fairmaire, 1850
- Cyrtonus cylindricus Marseul, 1883
- Cyrtonus dorsolineatus Fairmaire, 1883
- Cyrtonus dufouri Dufour, 1847
- Cyrtonus ehlersi Fairmaire, 1884
- Cyrtonus elegans Germar, 1813
- Cyrtonus eumolpus Fairmaire, 1850
- Cyrtonus fairmairei Rosenhauer, 1856
- Cyrtonus franzi Cobos, 1954
- Cyrtonus gadorensis Cobos, 1954
- Cyrtonus heydeni Fairmaire, 1884
- Cyrtonus majoricensis Breit, 1908
- Cyrtonus martorelli Fairmaire, 1880
- Cyrtonus mateui Cobos, 1954
- Cyrtonus minor Fairmaire, 1883
- Cyrtonus montanus Fairmaire, 1850
- Cyrtonus oomorphus Fairmaire, 1882
- Cyrtonus pardoi Cobos, 1935
- Cyrtonus puncticeps Fairmaire, 1882
- Cyrtonus punctipennis Fairmaire, 1857
- Cyrtonus punctulatus Fairmaire, 1883
- Cyrtonus rotundatus Herrich-Schaeffer, 1838
- Cyrtonus ruficornis Fairmaire, 1850
- Cyrtonus scutellatus Fairmaire, 1883
- Cyrtonus strictus Fairmaire, 1883
- Cyrtonus thoracicus Fairmaire, 1850
- Cyrtonus versicolor Marseul, 1883